# Rizhao
Rizhao (caratteri cinesi: 日照; pinyin: Rìzhào; Wade-Giles: Jih-Chao) è una città-prefettura della Repubblica Popolare Cinese, ubicata nella parte sudorientale della provincia dello Shandong. Collocata sulla costa del Mar Giallo, Rizhao confina con Qingdao a nord-est, con Weifang a nord e con Linyi ad ovest e sud-ovest. Ad est, attraverso il mare, si trova di fronte alla Corea ed al Giappone.
In cinese, il nome di Rizhao significa "città del sole".

## Società

### Evoluzione demografica
Secondo il censimento della popolazione del 2010, i cittadini di Rizhao ammontavano a 2.801.100, dei quali poco più di 865.000 vivevano all'interno dell'area urbana del distretto Donggang.

### Qualità della vita
Nel 2009, la città è stata riconosciuta dall'ONU come una delle città più vivibili del mondo.

## Storia
Situata nell'area dove fiorirono le antiche culture neolitiche di Dawenkou e di Longshan, Rizhao apparteneva formalmente allo stato di Dongyu durante le prime due dinastie cinesi, conosciute come Xia e Shang (2070-1046 a.C.). Durante il periodo delle primavere e degli autunni (770-476 a.C.) e degli stati combattenti (476-221 a.C.), apparteneva rispettivamente agli stati di Ju e di Yue. Durante la dinastia Qin (221-206 a.C.) divenne parte della prefettura Langya. Durante la dinastia Han occidentale (206 a.C.-25 d.C.), Rizhao prese il nome di contea Haiqu, mentre durante i successivi Han orientali (25-220 d.C.) le fu dato il nome di contea Xihai.
Durante la dinastia Tang, Rizhao apparteneva al distretto Mizhou della Prefettura dello Henan, insieme alla contea Ju. Fu successivamente promossa a grado di municipalità durante il secondo anno del periodo Yuanyou della dinastia Song, con un nome che significava "il primo ad arrivare all'alba". Durante il ventiquattresimo anno del periodo Dading della dinastia Jīn, Rizhao fu resa contea. Nel 1940, dopo la caduta dell'impero cinese e la lotta civile tra nazionalisti e comunisti, Rizhao fu presa sotto il controllo del PCC, rimanendo da allora al 1989 una contea (e, a partire dal 1985, una città) sotto l'amministrazione di Linyi. Solo nel 1989 ottenne lo status di città-prefettura, sotto il controllo della provincia dello Shandong.
Il Field Museum of Natural History di Chicago ha effettuato, negli anni, diverse ricerche archeologiche nell'area di Rizhao.

## Geografia fisica

### Clima
L'area di Rizhao ha un clima caldo e umido, con estati afose e piovose ed inverni freddi ed asciutti. Il grado medio di umidità è del 72%, le ore annue di luce solare sono circa 2533 ed il periodo di assenza di gelo è di circa 223 giorni.
La temperatura media storica durante il periodo di un anno è di 12.7 °C, sebbene sia aumentata a partire dal 2010, raggiungendo i 13.8 °C. La temperatura più alta che si può raggiungere in estate è di 36.1 °C, mentre in inverno si può scendere a -14.7 °C.
Le precipitazioni annue non sono distribuite con equilibrio in tutte le zone della prefettura: la contea di Wulian ha in media 857.3mm annui, mentre nell'area urbana si raggiunge un minimo di 661.5mm all'anno.

## Geografia antropica

### Suddivisioni amministrative
La città-prefettura di Rizhao amministra quattro divisioni a livello di contea, le quali includono due distretti e due contee propriamente dette:
- Distretto di Donggang (东港区)
- Distretto di Lanshan (岚山区)
- Contea di Ju (莒县)
- Contea di Wulian (五莲县)

## Monumenti e luoghi d'interesse
Alcune località di Rizhao hanno ottenuto una classificazione di 4 stelle, nella classifica ufficiale cinese dei luoghi scenici nazionali:
- Monte Wulian
- Spiaggia di Wanpingkou
- Parco nazionale della spiaggia di Rizhao
- Parco Liujiawan
- Monte Fulai

## Infrastrutture e trasporti

### Porti
Importante caratteristica della città è il suo porto commerciale, che si trova a 620km a nord di Shanghai, a 170 km a sud-est di Qingdao ed a 120 km a nord di Lianyungang.
Tra le merci più importanti commerciate nel porto di Rizhao vi sono ferro e carbone, altri prodotti minori che passano per i suoi moli sono il cemento, il nichel, la bauxite e simili. Nel 2011 il porto di Rizhao, insieme a quelli delle città di Qingdao, Weihai e Yantai (nella parte meridionale dello Shandong), ha firmato un'alleanza strategica con Pusan, il porto più importante della Repubblica di Corea. L'alleanza mira alla costruzione di centri navigatori e logistici nell'Asia nordorientale.

## Cultura

### Istruzione

#### Scuole
Da quando Rizhao ha ottenuto lo status di città-prefettura, ha assistito ad un grande incremento nel numero di istituzioni per l'istruzione superiore, che sono tutte collocate all'interno della Città universitaria del distretto Donggang.
- Politecnico di Rizhao
- College Vocazionale di Lingue Straniere dello Shandong
- College Vocazionale Marittimo dello Shandong
- College dello Sport dello Shandong
- Politecnico Acquatico dello Shandong

#### Università
- Università Normale di Qufu
- Università Medica di Jining

## Economia
Sin dal 1992, il governo cittadino ha istituito l'utilizzo di pannelli fotovoltaici in tutti gli edifici di nuova costruzione, e supervisiona tutto il processo costruttivo al fine di controllare che i moduli siano correttamente installati. Già nel 2007 il 99% delle abitazioni dei distretti centrali erano dotate di riscaldamenti per l'acqua ad energia solare, mentre tutti i semafori ed i segnali stradali luminosi funzionano ad energia fotovoltaica. Nello stesso anno, la città possedeva già mezzo milione di metri quadri di pannelli solari per il riscaldamento dell'acqua, che hanno effettivamente ridotto il consumo convenzionale di elettricità di 348kilowattora all'anno. La città è stata designata come Città Modello del Progetto Ambientale dal Ministero della Protezione Ambientale della RPC, ed è stata inserita nella lista delle dieci città cinesi in cui la qualità dell'aria è migliore.

## Galleria d'immagini

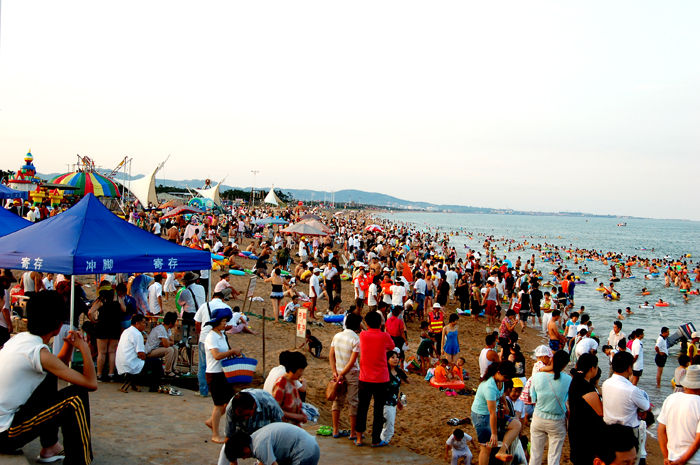
Spiaggia Wanpingkou
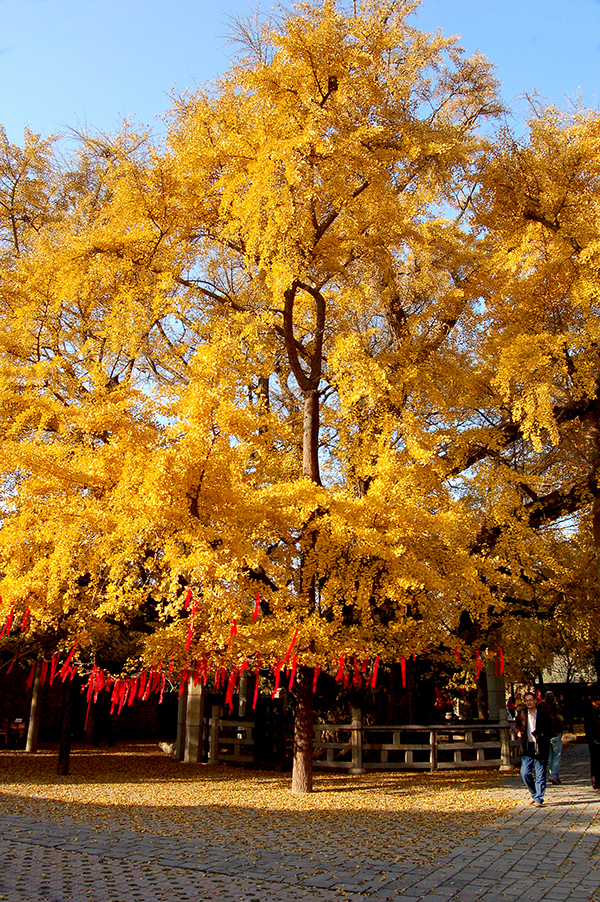
Monte Fulai
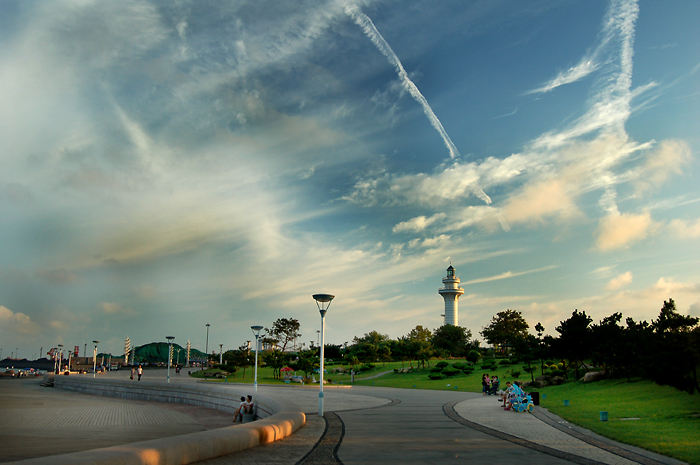
Faro Dengta
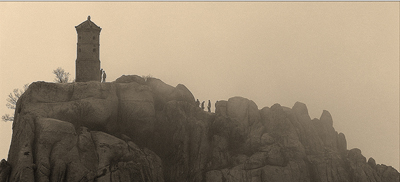
Monte Wulian